# Klichtchiïvka
Klechtchievka
Klichtchiïvka (ukrainien : Кліщіївка) ou Klechtchievka (russe : Клещиевка), est un village de la communauté urbaine de Bakhmout et du raïon de Bakhmout situé dans l'oblast de Donetsk, en Ukraine.

## Géographie
Klichtchiïvka est situé dans la région du Donbass, à 9 kilomètres de Bakhmout.

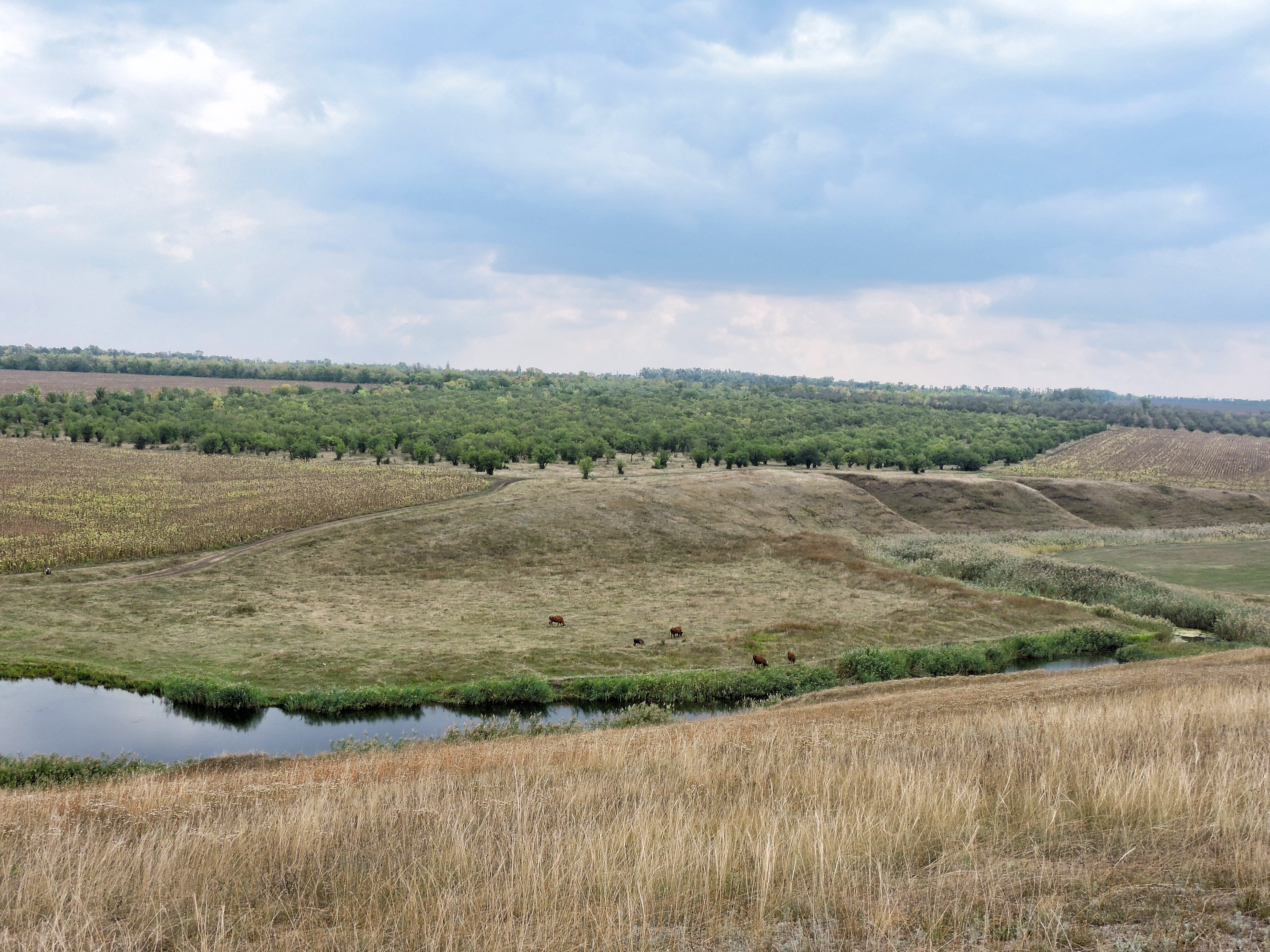
Ancien habitat classé.

## Histoire
Dans le cadre de la campagne de l'Est de l'Ukraine, les séparatistes prorusses annoncent, avoir pris le contrôle du village, le 20 janvier 2023, en relation avec les batailles de Bakhmout et Soledar,.
Le 14 mai 2023, le ministère de la Défense russe annonce la perte de deux colonels dans le village, le commandant de la 4e brigade de fusiliers motorisés, Viatcheslav Makarov, et le commandant adjoint du 2e corps d'armée de la Garde Louhansk-Severodonetsk, Evgueni Brovko.
Le 25 juin 2023, le 24e bataillon d'assaut séparé "Aidar" attaque les forces russes qui quittent leurs positions à l'ouest du canal Sivertsky-Donetsk et il prend le contrôle d'une des forêts de la commune.
Le 5 juillet 2023, la 3e brigade d'assaut prend une position fortifiée russe située à l'ouest de la commune.
Le 17 septembre 2023, le Régiment d'assaut « Tsunami » de la brigade d'assaut de la police nationale « Rage », ainsi que la 80e brigade d'assaut aérien et la 5e brigade d'assaut, libèrent Klichtchiïvka,.
Le 22 mai 2024, le ministère russe de la Défense revendique la prise du village.

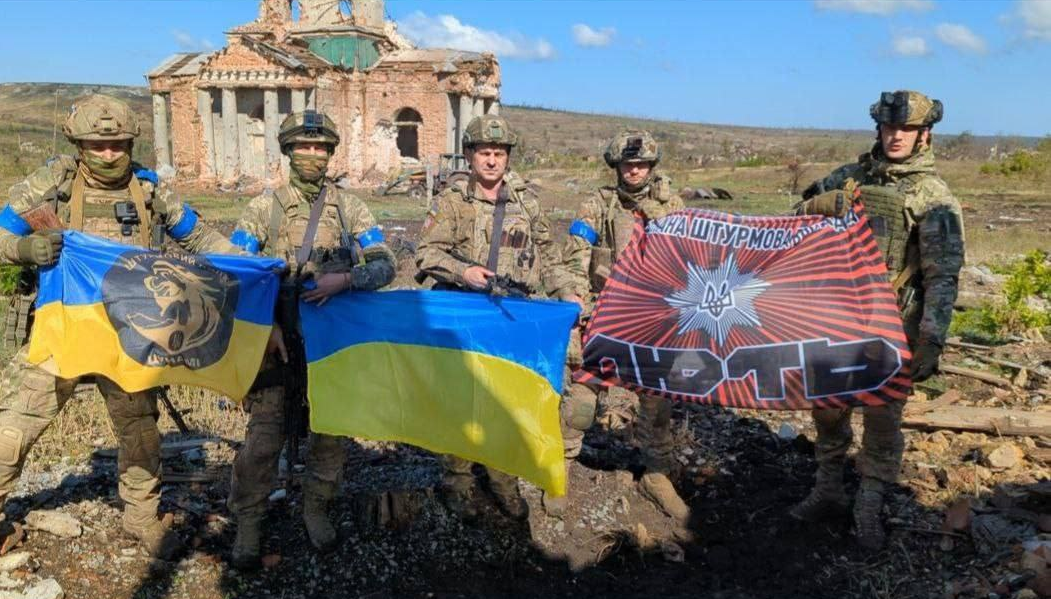
Soldats du Régiment d'assaut « Tsunami » devant l'église de l'Intercession, à Klichtchiïvka libérée
- La ville de Klichtchiïvka après les batailles